# Eduardo Dasent
Eduardo César Dasent Paz (Panama, 12 ottobre 1988) è un calciatore panamense, difensore del Tauro.